# Nematopogon
Nematopogon là một chi the fairy longhorn moth họ (Adelidae). Among these, it belongs to subhọ Nematopogoninae, of which it là chi điển hình.

## Các loài tiêu biểu
Các loài thuộc chi Nematopogon bao gồm:
- Nematopogon adansoniella (Villers, 1789)
- Nematopogon distinctus (Yasuda, 1957)
- Nematopogon dorsigutellus[cần kiểm chứng] (Erschoff, 1877)
- Nematopogon magna (Zeller, 1878) (= N. magnus, N. variella, N. variellus)
- Nematopogon metaxella (Hübner, 1813) (= N. metaxellus)
- Nematopogon pilella (Denis & Schiffermüller, 1775) (= N. pilellus)
- Nematopogon prolai (Hartig, 1941)
- Nematopogon robertella (Clerck, 1759)
- Nematopogon schwarziellus Zeller, 1839 (= N. schwarziella)
- Nematopogon sericinellus Zeller, 1847
- Nematopogon swammerdamella (Linnaeus, 1758)
- Nematopogon taiwanella Kozlov, 2001

## Hình ảnh

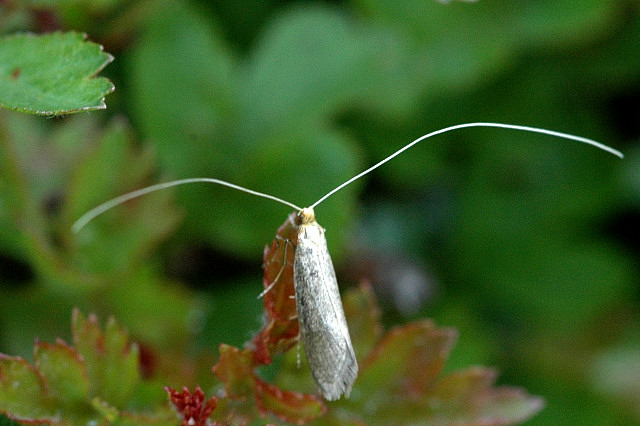
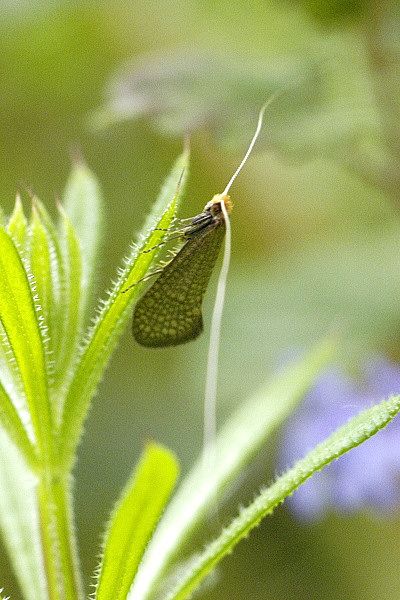